# Ред Булл (хоккейный клуб, Зальцбург)
«Ред Булл» Зальцбург (нем. Red Bull Salzburg) — австрийская хоккейная команда из Зальцбурга. 

## История клуба
Основана в 1977 году. До 2000 года носила имя ХК Зальцбург, затем в название команды было добавлено название главного спонсора — компании Red Bull GmbH. Одна из сильнейших команд Австрии. Домашние матчи играет в Ледовом дворце спорта «Айсарена Зальцбург» (вместимость — 3 600 зрителей).
Команда побеждала в четырёх чемпионатах Австрийской лиги — в сезонах 2006/2007, 2007/2008, 2009/2010 и 2010/2011. Сезон 2011/2012 стал самым неудачным за последние годы, Ред Булл занял лишь четвёртое место в регулярном сезоне и проиграл в четвертьфинале плей-офф команде ХК Клагенфуртер. Принимала участие в розыгрыше Континентального кубка 2008 года, где выбыла из борьбы на втором этапе, а также в розыгрыше Континентального кубка 2010 года, в котором одержала победу.
Во время локаута в НХЛ 2012 года за «Ред Булл» играли Дерек Дорсетт, Дерик Брассар, Тобиас Энстрём и Дэвид Кларксон.
19 июня 2013 года молодёжная команда «Ред Булл» была принята в МХЛ и начиная с сезона 2013/14 выступает в Чемпионате Молодёжной хоккейной лиги.